# Fenícia

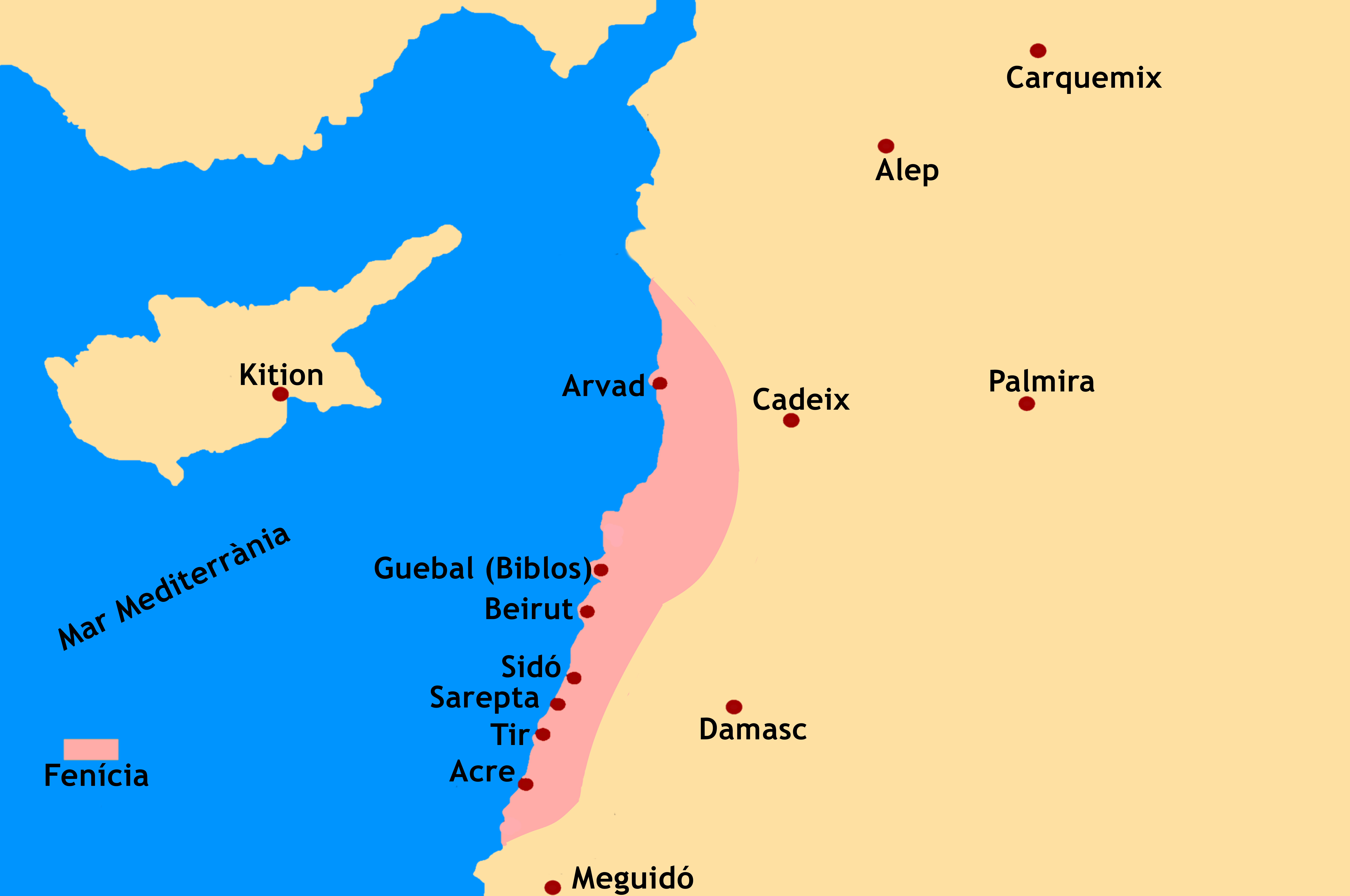
Territori de Fenícia durant la seva expansió colonial.

Fenícia fou una civilització mediterrània talassocràtica, de parla semita que es va originar al Llevant, concretament al Líban, incloent també regions de l'actual República de Síria i el nord de Palestina, a l'oest del Creixent Fèrtil. Els investigadors coincideixen a centrar-la a les zones costaneres del Líban incloent parts del que avui dia és el nord d'Israel-Palestina i l'oest de Síria arribant fins al nord a Arwad, però hi ha certa disputa sobre la distància fins al sud, amb una frontera suggerida (la zona que és Ascaló). Les seves colònies van arribar després al Mediterrani occidental, com Cartago al nord d'Àfrica, i fins i tot a l'oceà Atlàntic, com Cadis a Espanya. Aquesta civilització es va estendre arreu de la Mediterrània entre el 1500 aC i el 300 aC.
El mot Fenícia (del grec antic: Φοινίκη, Phoiníkē) s'emprava originalment per a referir-se a les principals exportacions de la regió, les teles tenyides amb porpra de Tir a partit del mol·lusc Murex i referit a les principals ciutats portuàries de Canaan; no corresponen precisament a la cultura fenícia en el seu conjunt, com s'hauria entès en el grec antic. La seva civilització es va organitzar en ciutats estat, similars a les de l'antiga Grècia,centrades en el modern Líban, de les quals les ciutats més notables foren Tir, Sidó, Arwad, Beirut, Biblos i Cartago. Cada ciutat estat era una unitat políticament independent i no hi ha proves arqueològiques que demostrin que els fenicis es veien a si mateixos com una única nacionalitat. Pel que fa a l'arqueologia, el llenguatge, l'estil de vida i la religió, no hi havia gaire cosa per diferenciar els fenicis d'una manera marcada dels altres residents del Llevant.
Cap al 1050 aC es va utilitzar un alfabet fenici per a l'escriptura del fenici. Es va convertir en un dels sistemes d'escriptura més utilitzats, difosos pels comerciants fenicis a tot el món mediterrani, on va evolucionar i va ser assimilat per moltes altres cultures. L'alfabet fenici va donar lloc a l'alfabet grec, que al seu torn va donar lloc a l'alfabet llatí.

## Poble fenici

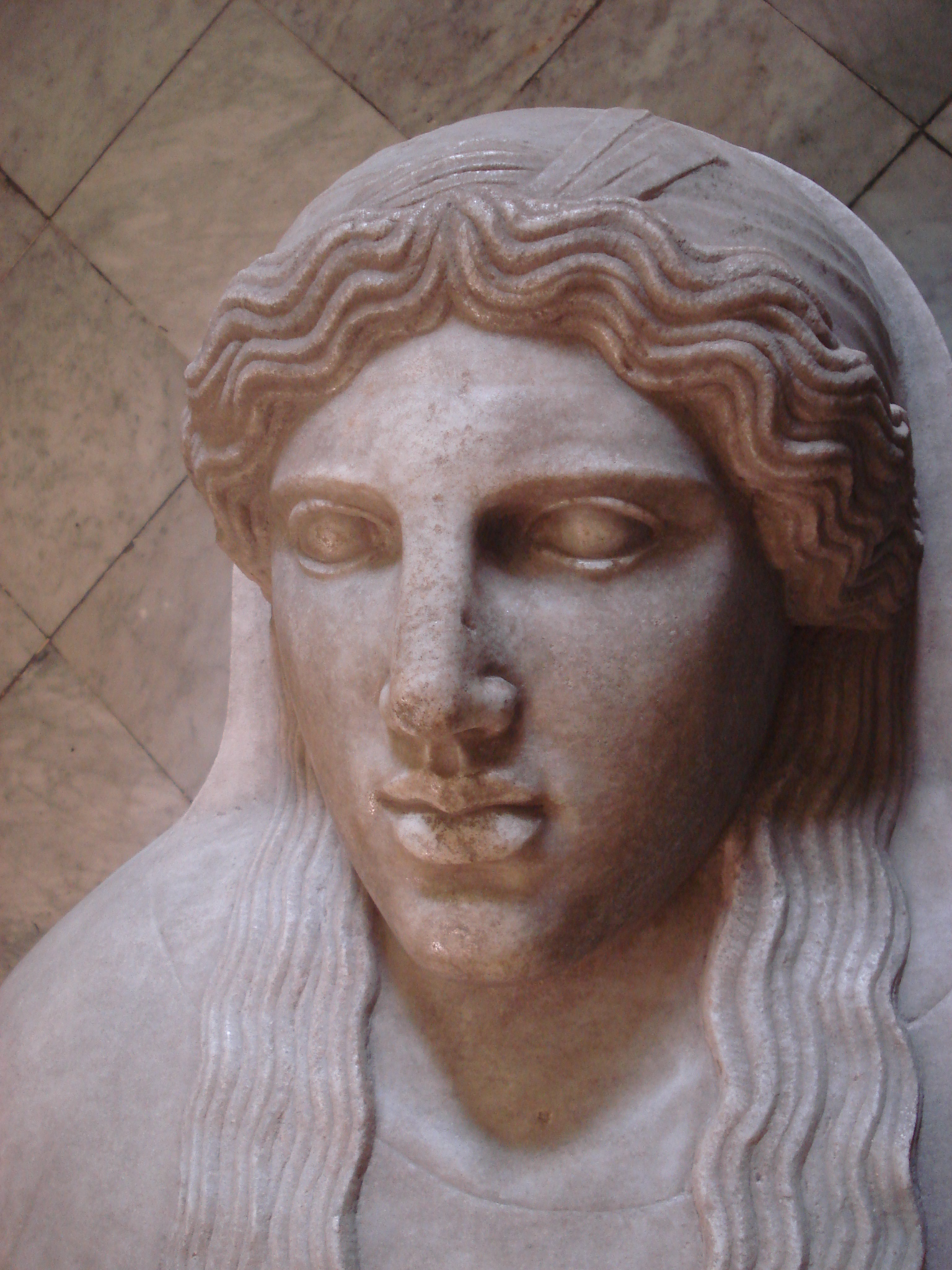
Sarcòfag fenici de Palerm

Els fenicis eren un poble semita sorgit de les migracions dels semites des de Mesopotàmia. Fenícia, la seva terra, era una antiga regió del Pròxim Orient, bressol de la civilització feniciopúnica, que s'estenia al llarg del llevant mediterrani, a la costa oriental del mar Mediterrani. El seu territori comprenia des de la desembocadura del riu Orontes al nord, fins a la badia de Haifa al sud, comprenent àrees dels actuals Israel i Palestina, Síria i Líban, una regió anomenada antigament Canaan, amb la denominació se l'engloba molt sovint en les fonts. La població d'aquest país, d'origen semita, era una branca dels cananeus, i foren anomenats fenicis. El nom ètnic que es donaven els fenicis a ells mateixos era 𐤊𐤍𐤏𐤍𐤉, Kenaʿan, ‘canaaneus’, o 𐤁𐤍 𐤊𐤍𐤏𐤍, bin Kenaʿan, ‘fills de Canaan’, i coincideix amb el poble cananeu esmentat en la Bíblia. Els grecs els van anomenar Φοίνικες, Phoínikes, ‘vermells, púrpures’, molt probablement pels apreciats tints de color porpra amb què comerciaven. De phoínikes, va derivar el terme «fenici», que s'aplica més aviat als descendents dels cananeus que habitaven a la franja costanera des de Dor (actual Israel i Palestina) fins a Arades o Arwad (actual Síria), entre el 1200 aC i la conquesta musulmana. No obstant això, el terme phoíniks pot fàcilment ser una etimologia popular derivada de l'etnònim pōnīm, gentilici de Put. Aquest terme denominava estrictament la regió costanera de Canaan, i molts dels pobles fenicis ho utilitzaven com a sinònim. De pōnīm derivarien també les formes llatines poenus i punicus.
La cultura fenícia és una civilització antiga que no va deixar fermes petjades físiques de la seva existència. El seu lloc geogràfic en la història és l'actual República Libanesa, i el creixement desproporcionat de les ciutats, així com els freqüents enfrontaments bèl·lics del passat, han dificultat la troballa de restes que revelin la seva cultura material. No obstant això, a diferència d'altres, va deixar un important llegat cultural a les civilitzacions posteriors, com ara crear un important vincle entre les civilitzacions de la mar Mediterrània, els principis comercials i l'alfabet fenici.

## Economia

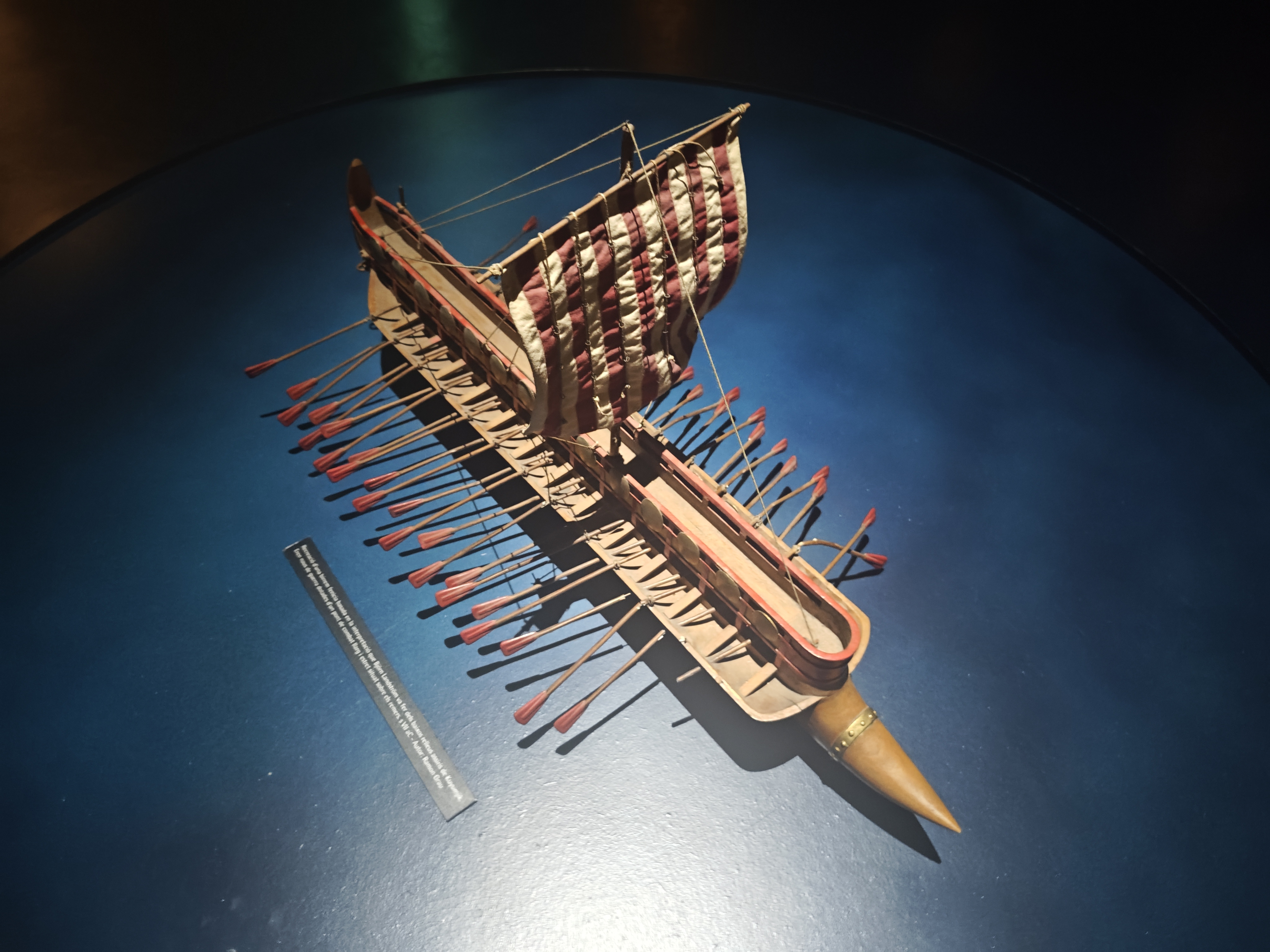
MAC-BCN Recreació d'una birrem fenicia basada en la interpretació que Björn Landström va fer dels baixos relleus de Kuyumjik. s.VII AC. Autor Ramon Grau

Les ciutats estat independents es dedicaven al comerç, i enviaren vaixells mercants per tota la Mediterrània per fundar colònies comercials a les costes, des de l'Àsia Menor fins a la península Ibèrica. La fama dels fenicis com a comerciants, de vegades no gaire honrats, arribà a ser proverbial.
Tir era famosa per la porpra, i Sidó pel vidre, que segons Plini havien descobert accidentalment, però potser n'havien importat el secret d'Egipte. En general, també treballaven el lli, el cotó i altres teixits. També eren famosos els perfums fenicis.

### Comerç i navegació

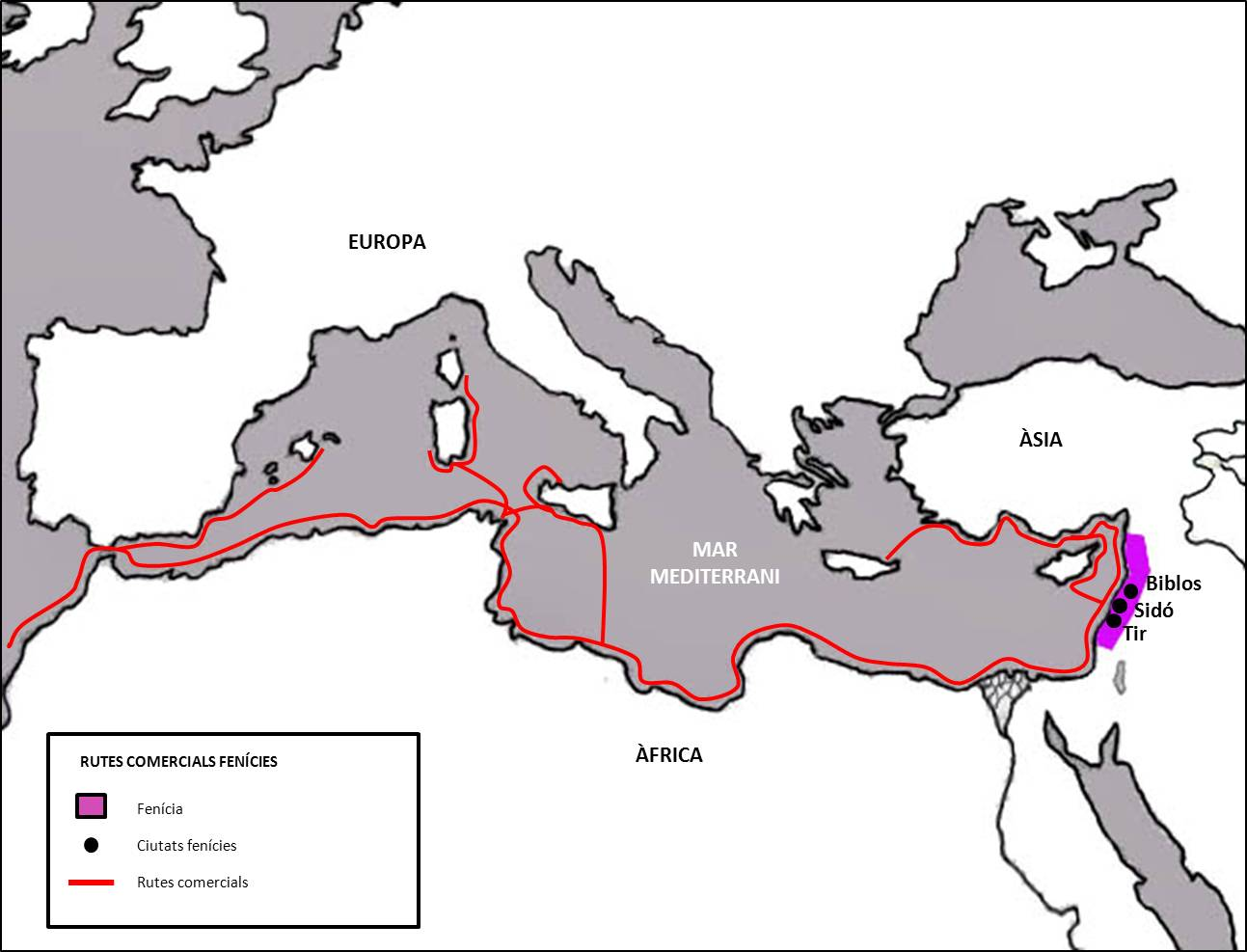
Mapa de les principals rutes comercials utilitzades pels fenicis

El comerç era la seva activitat principal. Consistia inicialment en l'intercanvi en forma de bescanvi dels productes elaborats a Fenícia per les mercaderies disponibles en altres llocs (bé altres productes manufacturats, especialment de les civilitzacions més desenvolupades, o bé matèries primeres, com minerals metàl·lics, coure i estany, o metalls preciosos, especialment dels pobles més primitius d'Occident). Posteriorment, la invenció de la moneda va permetre relacions comercials més sofisticades.
La necessitat del transport a llargues distàncies va estimular la construcció naval i la millora de les tècniques de navegació.
Van ser els grans mercaders de l'edat antiga. La geografia de les seves costes, que propiciava la instal·lació de ports, i la fusta dels seus boscos els brindaven els elements bàsics per construir vaixells i organitzar companyies de navegació. Una d'aquestes va ser contractada pel rei persa Darios I el Gran al segle v aC. En certa manera, van aconseguir establir una talassocràcia o "govern dels mars" que els permetia controlar comercialment la Mediterrània.
Els viatgers fenicis van establir nexes perdurables entre la Mediterrània oriental i l'occidental, no sols comercials, també culturals.

## Colònies

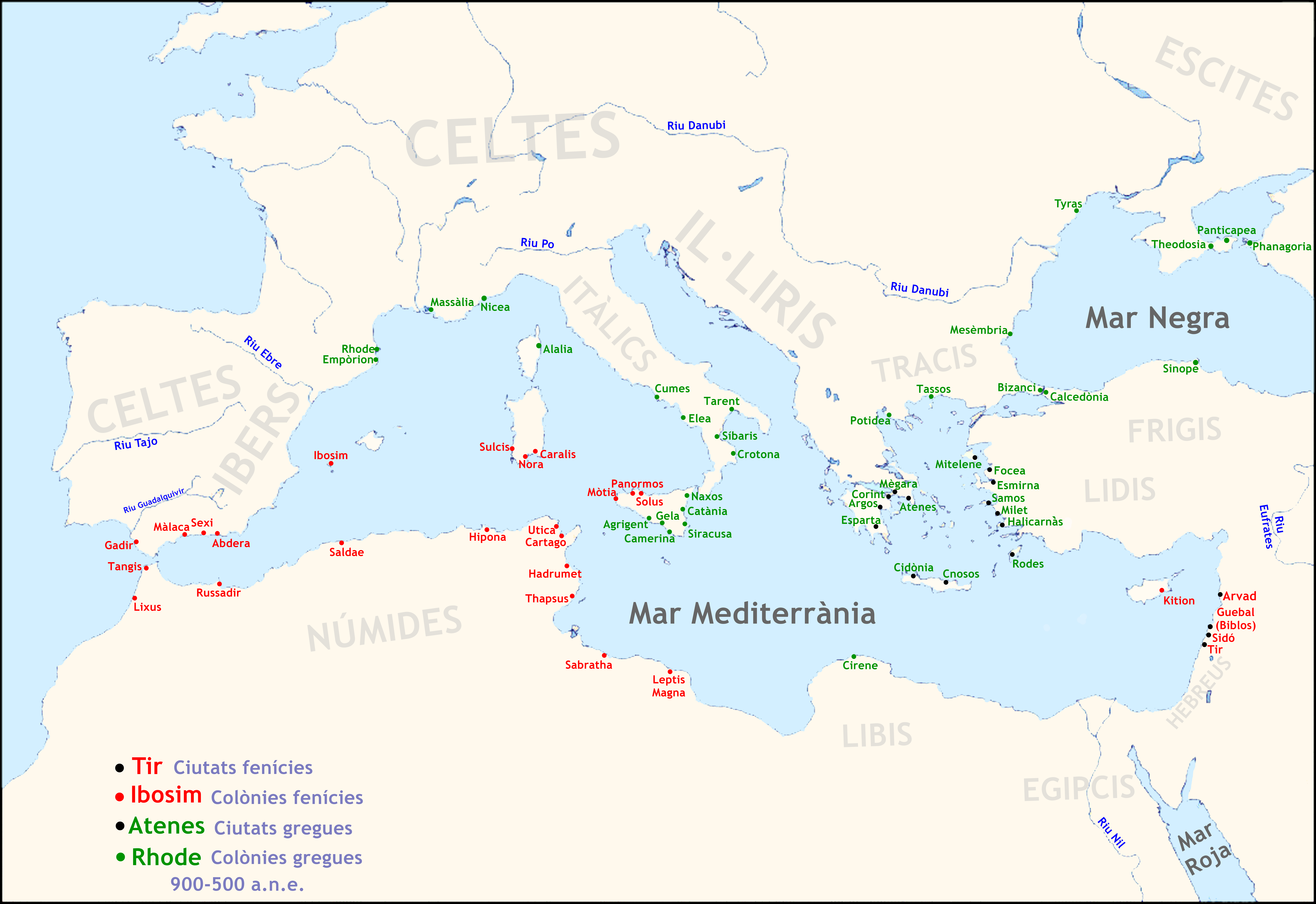
Mapa de les principals colònies fenícies i gregues.

Les primeres colònies es van establir segurament a Xipre (Pafos i Paleopafos al sud-oest i Golgos al sud-est, Cition, Lapathos i probablement d'altres). De la fundació de colònies a Grècia i a les illes gregues, hi ha nombrosos relats però poques proves reals. Colònies són esmentades a Cilícia, Lícia, Cària, l'illa de Rodes, Bitínia, Creta, Tasos, Beòcia, Eubea, Tera i la majoria de les Cíclades.
A Sicília, van establir-hi nombroses colònies, però en foren rebutjats progressivament per l'establiment de colònies gregues i finalment reduïdes a la costa nord-oest. A Itàlia mateix, no consten colònies però sí a les illes com Melita (Malta), Pantel·leria i d'altres, i a Sardenya. Al sud de la península Ibèrica, van fundar Gades, a Tartessos, capçalera d'una sèrie d'establiments menors; al llevant peninsular, van fundar una colònia a Eivissa; i al nord d'Àfrica les colònies foren nombroses i per damunt de totes Cartago (la més antiga fou Útica, que fou la primera colònia de la zona). També és possible que n'hi hagués colònies a la costa atlàntica del Marroc, i que haguessin arribat a les illes Cassitèrides (Scilly) i a la mar Bàltica.
Les colònies foren abandonades a la meitat del segle vi, probablement quan les ciutats fenícies van quedar sota domini persa, i després administrades per Cartago, la més poderosa de les colònies, fundada prop de l'actual ciutat de Tunis, a la costa nord d'Àfrica cap a l'any 814 aC.
En el segle iii aC, la seua influència en la regió mediterrània va provocar un conflicte d'interessos amb els romans. Roma i Cartago van lliurar tres llargues guerres pel control de les rutes marítimes i terrestres cap al nord d'Àfrica i Àsia Menor: són les anomenades guerres púniques.
L'any 218 aC, el general cartaginès Hanníbal va eixir de la península Ibèrica amb un gran exèrcit, que incloïa elefants entrenats per a la guerra, va creuar els Alps i va envair Itàlia. Hanníbal va derrotar l'exèrcit romà i va estar a punt de guanyar la guerra. Mentrestant, però, el general romà Publi Corneli Escipió atacava les posicions cartagineses a la península Ibèrica i al nord d'Àfrica, la qual cosa va obligar Hanníbal a tornar enrere per a defensar-les. L'any 202 aC, Hanníbal fou derrotat en la batalla de Zama, al nord d'Àfrica.
La pressió de Roma sobre els cartaginesos no va cessar fins que, l'any 146 aC, els romans conqueriren i destruïren per complet Cartago.

## Història

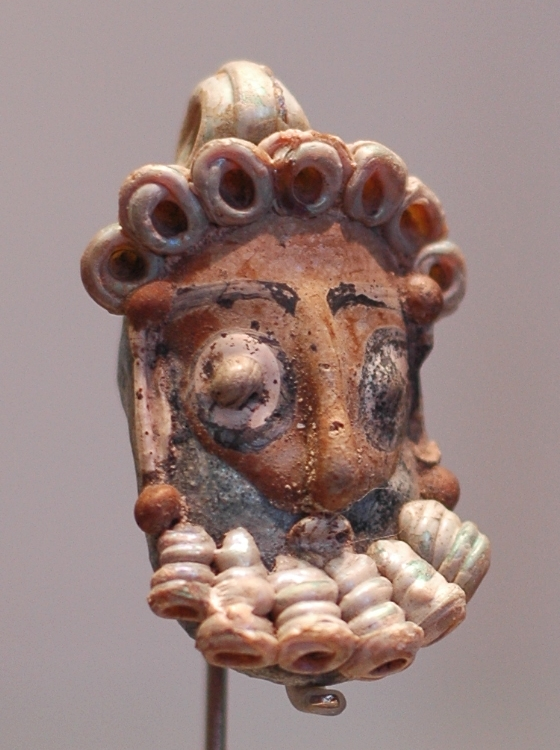
Cap d'home cartaginès, al Museu del Louvre

Poblada des de principis del III mil·lenni aC per semites cananeus, la Fenícia històrica s'estenia sobre una estreta franja costanera de 40 km, des de la muntanya Carmel fins a Ugarit (uns 300 km). El seu sòl muntanyós i poc apte per a l'agricultura (encara que es van esforçar per treure'n profit) va orientar els seus habitants cap a les activitats marítimes. Amb més raó la mar se li va imposar a aquest poble, en quedar dividit en petites ciutats estat separades per espolons rocosos, atès que el cabotatge era millor que les vies terrestres per al contacte entre les ciutats, que s'escalonaven des d'Acre i Tir, per Sidó i Biblos, fins a Arades i Ugarit. Fenícia, en ser un estret pas entre el mar i el desert de Síria, en contacte al sud, a través de Canaan i del Sinaí amb Egipte, i al nord, a través de l'Eufrates, amb Mesopotàmia i l'Àsia Menor, estava destinada a ser una rica cruïlla comercial, cobejada pels grans imperis veïns.
Als segles xiv i xiii aC hi va haver un període de dominació egípcia per recuperar després les ciutats la seva independència. Quan van arribar els israelites a Canaan, els cananeus, de la mateixa ètnia que els fenicis, van formar una confederació dirigida pel rei d'Hazor, que fou derrotada; Hazor fou conquerida i destruïda i el territori dels confederats va passar als israelites.
Els israelites van derrotar la confederació cananea d'Hazor i es van començar a apoderar de Canaan. Es van acostar a Sidó, però no van arribar a aquesta ciutat, i així els cananeus fenicis i els cananeus palestins van quedar separats per la religió i per l'evolució de la llengua. Els israelites no van poder amb Sidó, però els filisteus van derrotar el Regne de Sidó i també van sotmetre els israelites a tribut fins al temps del rei David. L'hegemonia va passar de Sidó a Tir i es va produir l'expansió dels fenicis per la Mediterrània amb fundació de colònies a Xipre, Grècia, a les illes, a la costa africana i a la costa d'Ibèria.
El rei Salomó va cedir a Tir un districte de Galilea que tenia 20 ciutats. Tir fou aliada de Salomó, a qui va ajudar en les seves expedicions comercials i contra els edomites.
Més tard, Tir apareix en guerra amb Israel al segle viii aC. Al segle vii aC, es va produir l'expansió d'Assíria a la zona. Als assiris van succeir els babilonis, i després els perses. Vers el 587 aC, els babilonis van ocupar Sidó i després Tir, però el resultat final de la campanya és dubtós.
A partir de la segona meitat del segle vi aC, les ciutats fenícies foren dependents de Pèrsia, i Fenícia amb Palestina i Xipre formava la satrapia V de l'imperi de Darios. Les flotes fenícies van participar al costat dels perses en nombroses guerres, com la que els va enfrontar amb els grecs.
El 352 aC Sidó es considerava oprimida pel sàtrapa persa i en una assemblea a Trípoli es va decidir la revolta de les ciutats fenícies. La residència reial persa a Sidó fou destruïda. Els fenicis es van aliar a Nectabeu I d'Egipte. El rei de Sidó Tennes va pactar amb els perses a esquena dels seus aliats de Fenícia i els perses van entrar a Sidó i es diu que 40.000 persones van morir llavors per les represàlies perses i el rei Tennes es creu que es va suïcidar.
El 333 aC, van arribar els macedonis d'Alexandre el Gran. Arados, el rei de la qual era Gerostratos, se li van rendir, i van seguir Biblos i Sidó. Tir, que no es va sotmetre, fou assetjada i conquerida, finalment repoblada amb caris. Després de la Batalla d'Arbela, Fenícia, Síria i Cilícia van formar una única satrapia. Després de la mort d'Alexandre, Ptolemeu d'Egipte es va assegurar la possessió de la zona, però el 315 aC els egipcis foren expulsats per Antígon (excepte de Tir); després del 301 aC, les ciutats van oscil·lar en la seva submissió als Ptolemeus i als selèucides fins que els darrers es van imposar avançat el segle iii aC, després de la Batalla de Rafah (217 aC).
Les ciutats de Fenícia es van oposar inicialment a Tigranes II d'Armènia, però finalment van reconèixer aquest rei, excepte Acre (Ptolemais). Quan Tigranes estava a punt de conquerir la ciutat, Tigranes va haver de renunciar a Síria després de ser derrotat pels romans. El 64 aC, Síria, incloent-hi Fenícia, fou declarada província romana, però algunes ciutats sota els seus reis van ser-ne estats clients.
Marc Antoni va cedir la regió a Egipte fins al riu Eleutheros, però Tir i Sidó van romandre independents. El 31 aC, va tornar a la provincià de Síria i August va annexionar Tir i Sidó el 20 aC.
Fenícia va quedar restablerta com a entitat política vers el 294, quan la província de Síria fou dividia en les d'Augusta Eufratesa o Eufratense, Celesíria i Fenícia.
Al segle iv, la província fou dividida en Fenícia i Fenícia Libanesa.